# Quatre Jours de Dunkerque
Les Quatre Jours de Dunkerque-Grand Prix des Hauts de France sont une course cycliste par étapes organisée dans la région Hauts-de-France.

## Historique
Cette épreuve cycliste a été créée en 1955 par une équipe de passionnés emmenés par René Quillot. Contrairement à ce que son nom indique, elle se dispute actuellement sur six jours en six étapes (elle a été appelée Grand Prix de Dunkerque-Trophée Primerose à ses débuts). Le nom « Quatre Jours de Dunkerque » vient de la période initiale, la course étant disputée sur 4 jours de 1955 à 1962, pour passer en 1963 à 5 jours et même à 6 jours de 1969 à 1973, de 1982 à 2001, de 2007 à 2009 et de nouveau depuis 2017. Le nombre d'étapes a été aussi variable : 4 pendant les premières éditions, ensuite une augmentation graduelle jusqu'à 8 étapes en 6 jours en 1969, pour redescendre et remonter ensuite, en fonction essentiellement du nombre de jours de course. Depuis l'édition 2017, il y a six étapes en six jours avec une partie du parcours en Picardie mais supprimant de facto le Tour de Picardie.
La course se déroule au mois de mai. Les éditions 2020 et 2021 sont annulées en raison de la pandémie de Covid-19,, par le préfet Michel Lalande, décision largement critiquée dans le milieu du cyclisme, les courses se déroulant au printemps 2021 dans la Belgique voisine.

## Résumé du règlement
Cette course répond au règlement des courses par étapes de l’Union cycliste internationale (UCI).
Elle est inscrite au calendrier UCI Europe Tour et elle en applique le classement par points. En 2020, elle intègre l'UCI ProSeries, le deuxième niveau du cyclisme international.

## Caractéristiques
Les Quatre Jours de Dunkerque comptent parmi les nombreuses courses à étapes françaises de moins d'une semaine, telles que le Circuit de la Sarthe, le Tour du Poitou-Charentes, les Boucles de la Mayenne, la Route du Sud, etc.
Elle se distingue de celles-ci par sa relative longueur, puisqu'elle compte six étapes dans sa configuration actuelle, débutant le mardi et se terminant le dimanche, quand les autres courses françaises de ce format se déroulent généralement sur trois ou quatre jours maximum (voire cinq pour l'Étoile de Bessèges).
Dans son parcours contemporain, la course comporte cinq étapes de plat et une étape accidentée (le samedi). Il n'y a plus de contre-la-montre depuis quelques années. Les étapes de plat ne sont pas toujours uniformes, elles peuvent contenir des sections pavées, une arrivée en côte, voire un parcours plus vallonné parfois. L'étape accidentée, dite étape des monts, se déroule traditionnellement dans les monts de Flandre, avec un circuit final sur le Mont Cassel.
La course couvre environ 1 100 km à travers les routes des Hauts-de-France. Après un départ à Dunkerque, les coureurs font traditionnellement étape aux monts de Flandre, aux monts du Boulonnais, aux collines de l’Artois et au Cap Blanc-Nez, selon les éditions. Le relief relativement plat favorise les routiers-sprinteurs et les flandriens.
Les écarts sont généralement faibles et les bonifications jouent un rôle majeur. Toutefois certaines éditions sont plus difficiles, notamment quand l'étape des monts a lieu dans le Boulonnais (ce fut le cas de 2001 à 2005), avec un parcours plus ardu se rapprochant des classiques ardennaises. Les coureurs en vue ne sont alors pas les mêmes, et les écarts sont plus importants. 
Par son parcours et sa position dans le calendrier, elle forme une transition entre les classiques du nord du mois d'avril et les courses à étapes des mois de mai-juin.

## Palmarès

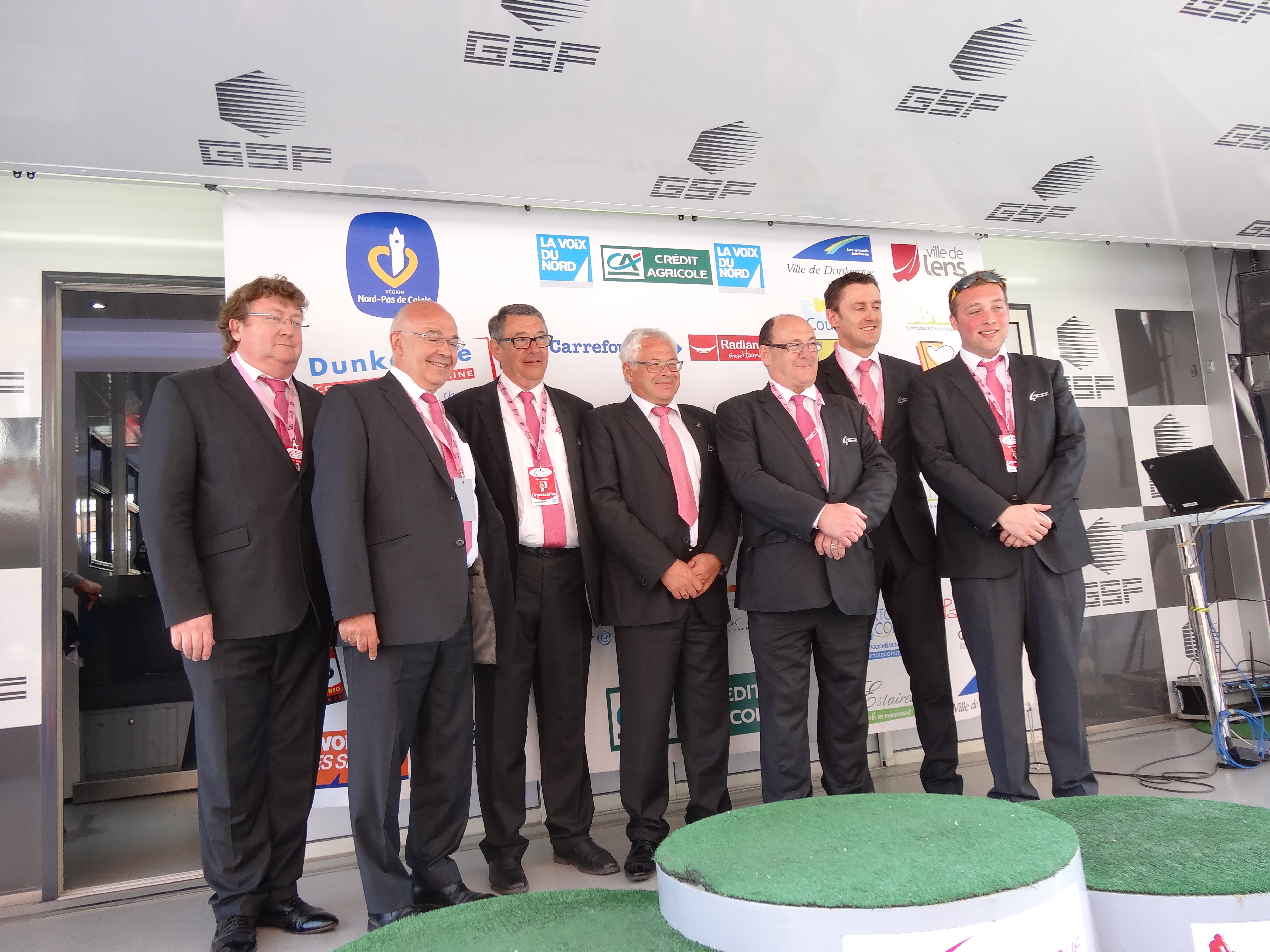
Les organisateurs des Quatre Jours de Dunkerque 2013, à la fin de la remise des prix à l'issue de la dernière étape : Franck Miélot, Hervé Prouvoyeur, Jean Bodart, Bernard Martel, Joël Huysman, Mickaël Deswarte et François Marteel.

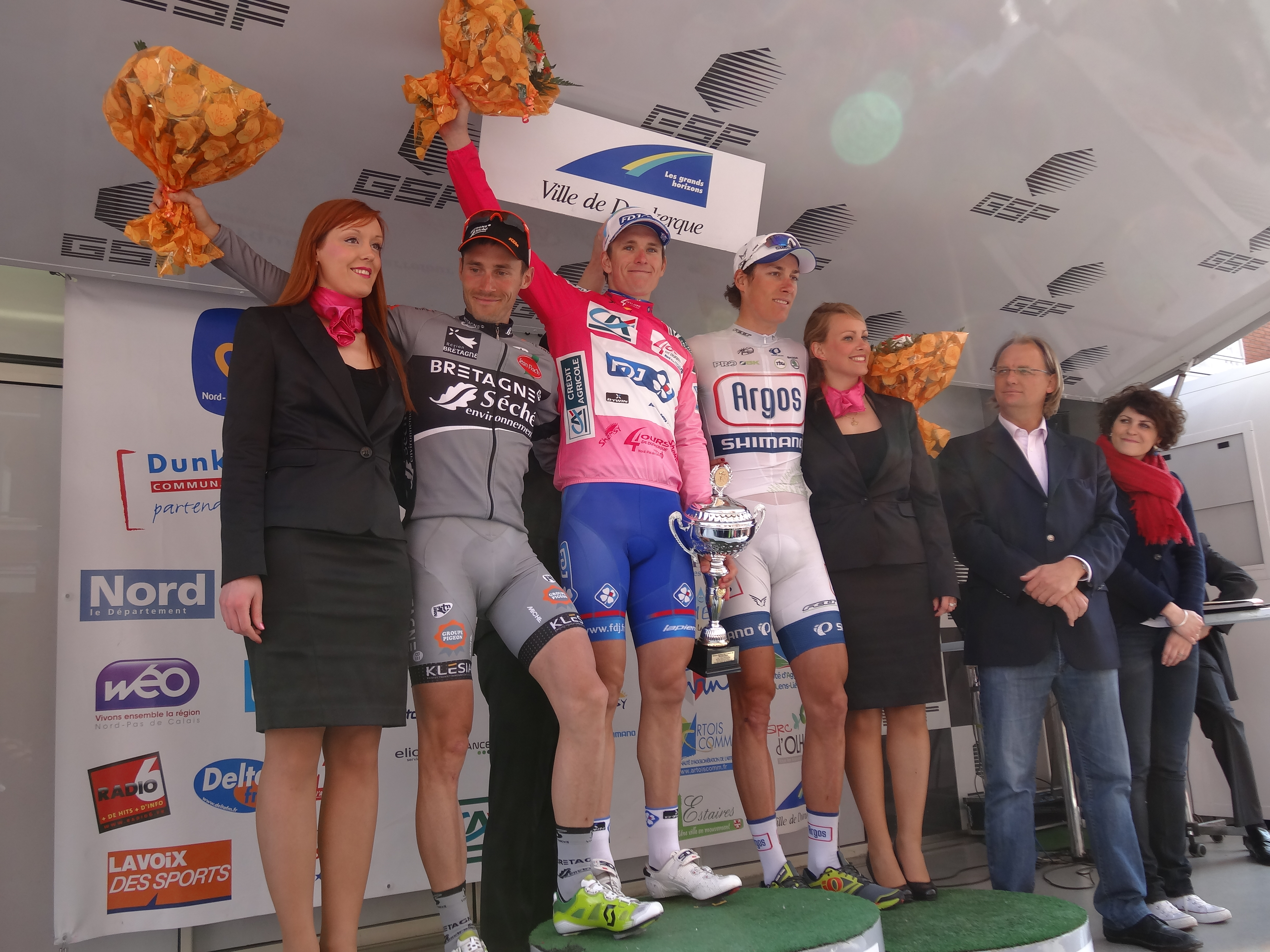
Podium de l'édition 2013 : Florian Vachon (2e), Arnaud Démare (1er) et Ramon Sinkeldam (3e).

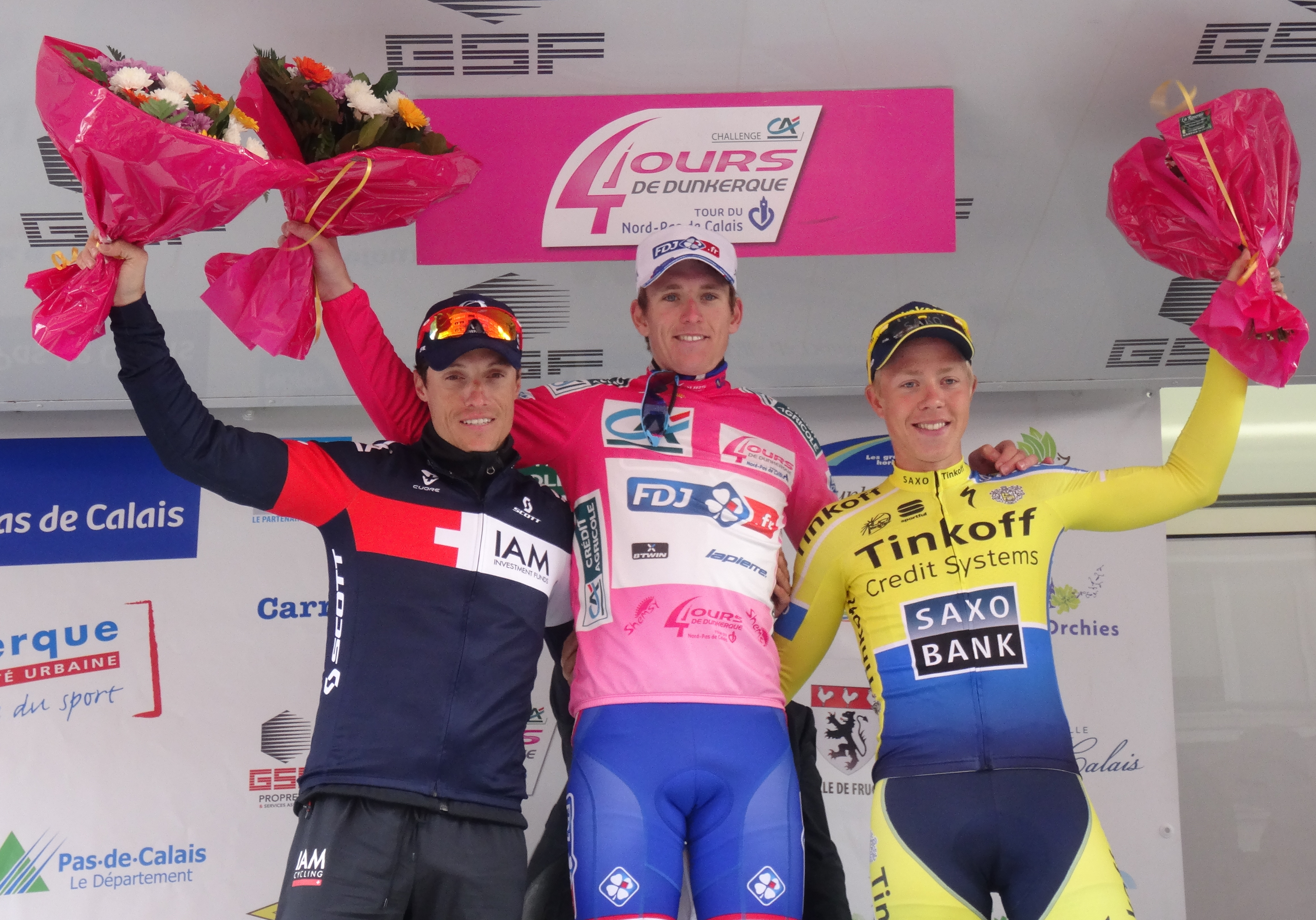
Podium de l'édition 2014 : Sylvain Chavanel (2e), Arnaud Démare (1er), et Michael Valgren (3e).

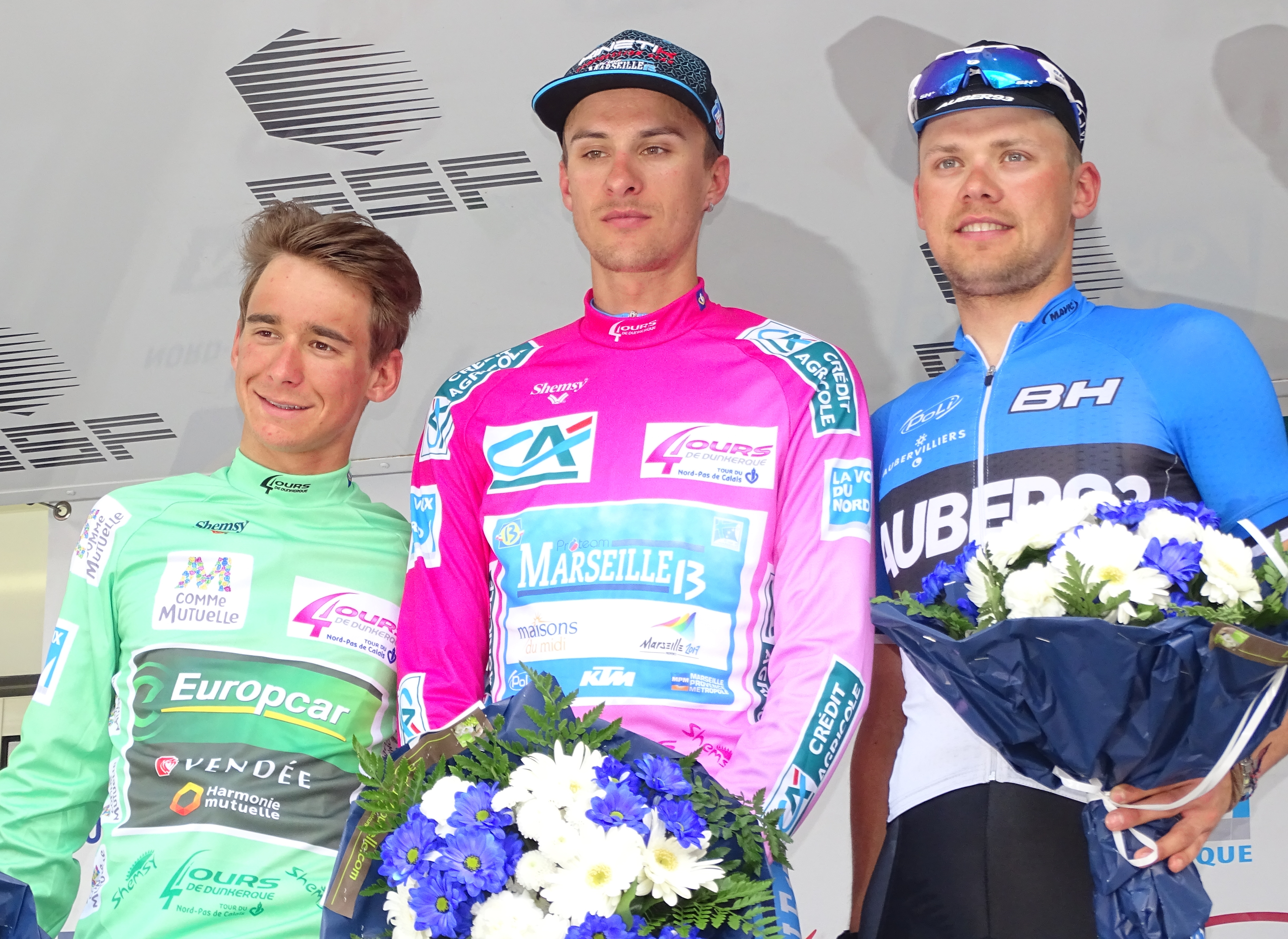
Podium de l'édition 2015 : Bryan Coquard (2e), Ignatas Konovalovas (1er) et Alo Jakin (3e).

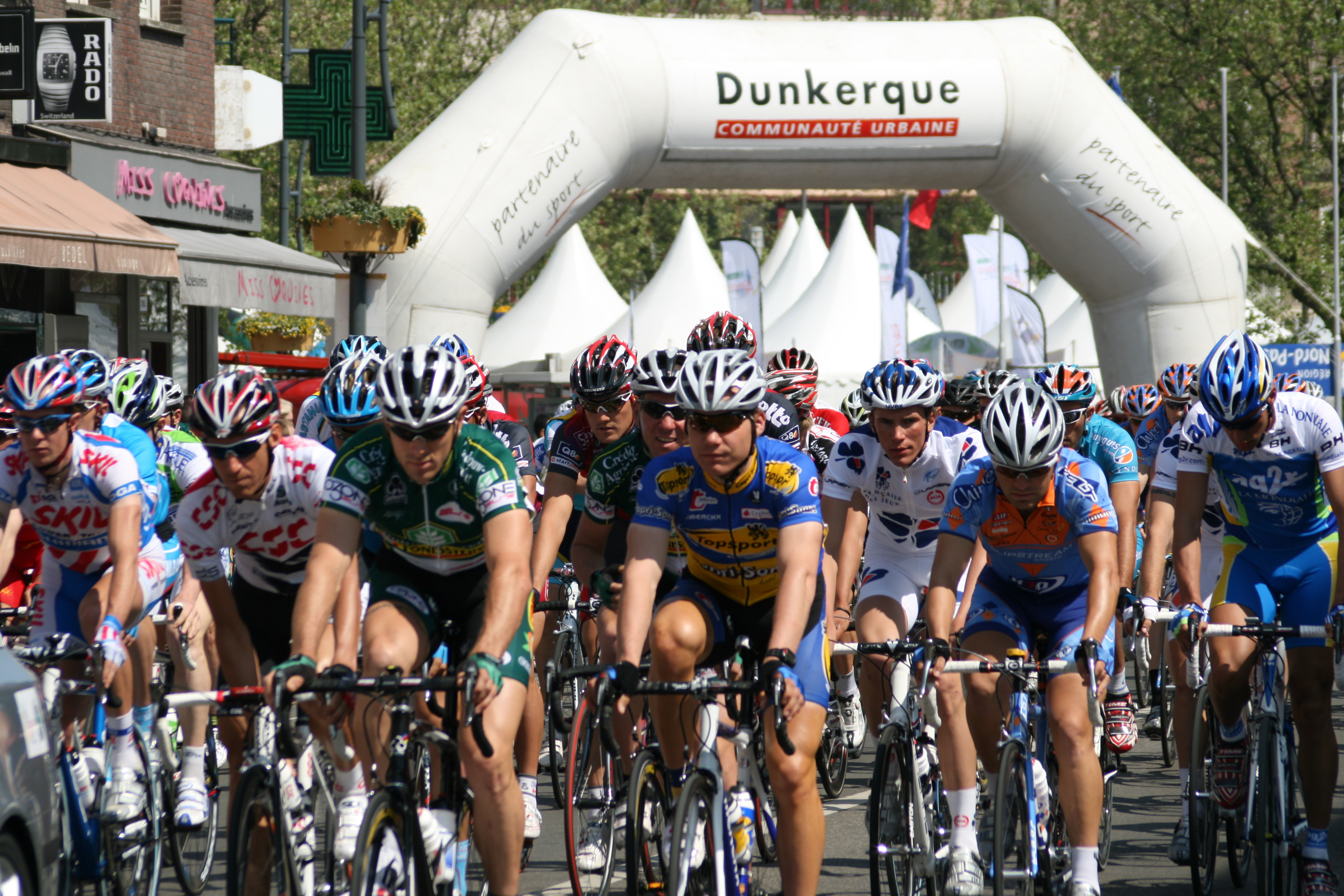
Le peloton à l'arrivée 2008

Ancien logo.

La première édition de la course a eu lieu en 1955. 
| Année | Vainqueur              | Deuxième                 | Troisième               |                  |
| ----- | ---------------------- | ------------------------ | ----------------------- | ---------------- |
| 1955  | Louis Déprez           | Roland Callebout         | Roger Callewaert        |                  |
| 1956  | Jan Adriaensens        | Gilbert Desmet           | Albert Bouvet           |                  |
| 1957  | Joseph Planckaert      | Pierre Everaert          | Jean Stablinski         |                  |
| 1958  | Jacques Anquetil       | Jean Brankart            | André Darrigade         |                  |
| 1959  | Jacques Anquetil       | Joseph Morvan            | Frans Aerenhouts        |                  |
| 1960  | Joseph Planckaert      | Jean Stablinski          | Pierre Everaert         |                  |
| 1961  | Albertus Geldermans    | Raymond Poulidor         | Pierre Beuffeuil        |                  |
| 1962  | Joseph Groussard       | Jean-Baptiste Claes      | Piet Rentmeester        |                  |
| 1963  | Joseph Planckaert      | Hans Junkermann          | André Messelis          |                  |
| 1964  | Gilbert Desmet         | Yvo Molenaers            | Jos Huysmans            |                  |
| 1965  | Gustaaf De Smet        | Pierre Everaert          | Arie den Hartog         |                  |
| 1966  | Theo Mertens           | Jan Janssen              | Pierre Beuffeuil        |                  |
| 1967  | Lucien Aimar           | Jean-Baptiste Claes      | Bernard Guyot           |                  |
| 1968  | Jean Jourden           | Remi Van Vreckom         | Raymond Poulidor        |                  |
| 1969  | Alain Vasseur          | Marinus Wagtmans         | Willy In 't Ven         |                  |
| 1970  | Willy Van Neste        | Jean-Marie Leblanc       | Henri Heintz            |                  |
| 1971  | Roger De Vlaeminck     | Willy Van Malderghem     | Jürgen Tschan           |                  |
| 1972  | Yves Hézard            | Luis Ocaña               | Ferdinand Bracke        |                  |
| 1973  | Freddy Maertens        | Frans Verbeeck           | Joop Zoetemelk          |                  |
| 1974  | Walter Godefroot       | Michael Wright           | Freddy Maertens         |                  |
| 1975  | Freddy Maertens        | Jean-Pierre Danguillaume | Bernard Thévenet        |                  |
| 1976  | Freddy Maertens        | Jean-Pierre Danguillaume | Roger Legeay            |                  |
| 1977  | Gerrie Knetemann       | Jos Jacobs               | Jean-Luc Vandenbroucke  |                  |
| 1978  | Freddy Maertens        | Jean-Pierre Danguillaume | Gerrie Knetemann        |                  |
| 1979  | Daniel Willems         | Bert Oosterbosch         | Jean-Luc Vandenbroucke  |                  |
| 1980  | Jean-Luc Vandenbroucke | Hubert Linard            | Joaquim Agostinho       |                  |
| 1981  | Bert Oosterbosch       | Sean Kelly               | Jacques Bossis          |                  |
| 1982  | Frank Hoste            | Ferdi Van Den Haute      | Stephen Roche           |                  |
| 1983  | Leo van Vliet          | Paul Sherwen             | William Tackaert        |                  |
| 1984  | Bernard Hinault        | Jean-Luc Vandenbroucke   | Bruno Cornillet         |                  |
| 1985  | Jean-Luc Vandenbroucke | Bruno Wojtinek           | Rudy Matthijs           |                  |
| 1986  | Dirk De Wolf           | Régis Simon              | Gilbert Duclos-Lassalle |                  |
| 1987  | Herman Frison          | Patrice Esnault          | Charly Mottet           |                  |
| 1988  | Pascal Poisson         | Charly Mottet            | Eric Vanderaerden       |                  |
| 1989  | Charly Mottet          | Thierry Marie            | Stephen Roche           |                  |
| 1990  | Stephen Roche          | François Lemarchand      | Thierry Marie           |                  |
| 1991  | Charly Mottet          | Laurent Jalabert         | Johan Museeuw           |                  |
| 1992  | Olaf Ludwig            | Frans Maassen            | Viatcheslav Ekimov      |                  |
| 1993  | Laurent Desbiens       | Viatcheslav Ekimov       | Eddy Seigneur           |                  |
| 1994  | Eddy Seigneur          | Olaf Ludwig              | Andreï Tchmil           |                  |
| 1995  | Johan Museeuw          | François Simon           | Erik Zabel              |                  |
| 1996  | Philippe Gaumont       | Thierry Laurent          | Olaf Ludwig             |                  |
| 1997  | Johan Museeuw          | Frank Vandenbroucke      | Daniele Contrini        |                  |
| 1998  | Alexandre Vinokourov   | Artūras Kasputis         | Evgueni Berzin          |                  |
| 1999  | Michael Sandstød       | Enrico Cassani           | Christian Vande Velde   |                  |
| 2000  | Martin Rittsel         | Artūras Kasputis         | Robert Hunter           |                  |
| 2001  | Didier Rous            | Laurent Jalabert         | Stéphane Heulot         |                  |
| 2002  | Sylvain Chavanel       | Didier Rous              | Laurent Brochard        |                  |
| 2003  | Christophe Moreau      | Didier Rous              | Laurent Brochard        |                  |
| 2004  | Sylvain Chavanel       | Laurent Brochard         | Didier Rous             |                  |
| 2005  | Pierrick Fédrigo       | Vladimir Efimkin         | Christophe Moreau       |                  |
| 2006  | Roberto Petito         | Stéphane Pétilleau       | Didier Rous             |                  |
| 2007  | Matthieu Ladagnous     | Laurent Lefèvre          | Dominique Cornu         |                  |
| 2008  | Stéphane Augé          | Clément Lhotellerie      | Pierrick Fédrigo        |                  |
| 2009  | Rui Costa              | David Le Lay             | Cyril Lemoine           |                  |
| 2010  | Martin Elmiger         | Rui Costa                | José Joaquín Rojas      |                  |
| 2011  | Thomas Voeckler        | Laurent Pichon           | Zdeněk Štybar           |                  |
| 2012  | Jimmy Engoulvent       | Zdeněk Štybar            | John Degenkolb          |                  |
| 2013  | Arnaud Démare          | Florian Vachon           | Ramon Sinkeldam         |                  |
| 2014  | Arnaud Démare          | Sylvain Chavanel         | Michael Valgren         |                  |
| 2015  | Ignatas Konovalovas    | Bryan Coquard            | Alo Jakin               |                  |
| 2016  | Bryan Coquard          | Marco Frapporti          | Xandro Meurisse         |                  |
| 2017  | Clément Venturini      | Sander Armée             | Oliver Naesen           |                  |
| 2018  | Dimitri Claeys         | André Greipel            | Oscar Riesebeek         |                  |
| 2019  | Mike Teunissen         | Amund Grøndahl Jansen    | Jens Keukeleire         |                  |
| 2020  | annulé/abandonné       | annulé/abandonné         | annulé/abandonné        | annulé/abandonné |
| 2021  | annulé/abandonné       | annulé/abandonné         | annulé/abandonné        | annulé/abandonné |
| 2022  | Philippe Gilbert       | Oliver Naesen            | Jake Stewart            |                  |
| 2023  | Romain Grégoire        | Kasper Asgreen           | Cees Bol                |                  |
| 2024  | Sam Bennett            | Paul Penhoët             | Jenno Berckmoes         |                  |
| 2025  | Samuel Watson          | Lewis Askey              | Carlos Canal            |                  |

### Vainqueurs multiples
| Nombre de victoires | Coureur                | Nationalité | Années                    |
| ------------------- | ---------------------- | ----------- | ------------------------- |
| 4                   | Freddy Maertens        | Belgique    | 1973 + 1975 + 1976 + 1978 |
| 3                   | Jef Planckaert         | Belgique    | 1957 + 1960 + 1963        |
| 2                   | Jacques Anquetil       | France      | 1958 + 1959               |
| 2                   | Jean-Luc Vandenbroucke | Belgique    | 1980 + 1985               |
| 2                   | Charly Mottet          | France      | 1989 + 1991               |
| 2                   | Johan Museeuw          | Belgique    | 1995 + 1997               |
| 2                   | Sylvain Chavanel       | France      | 2002 + 2004               |
| 2                   | Arnaud Démare          | France      | 2013 + 2014               |

### Victoire par pays
| #  | Pays            | Victoires | Dernier vainqueur           |
| -- | --------------- | --------- | --------------------------- |
| 1. | France          | 28        | Romain Grégoire (2023)      |
| 2. | Belgique        | 25        | Philippe Gilbert (2022)     |
| 3. | Pays-Bas        | 5         | Mike Teunissen (2019)       |
| 4. | Irlande         | 2         | Sam Bennett (2024)          |
| 5. | Allemagne       | 1         | Olaf Ludwig (1992)          |
|    | Danemark        | 1         | Michael Sandstød (1999)     |
|    | Italie          | 1         | Roberto Petito (2006)       |
|    | Kazakhstan      | 1         | Alexandre Vinokourov (1998) |
|    | Lituanie        | 1         | Ignatas Konovalovas (2015)  |
|    | Portugal        | 1         | Rui Costa (2009)            |
|    | Suède           | 1         | Martin Rittsel (2000)       |
|    | Suisse          | 1         | Martin Elmiger (2010)       |
|    | Grande-Bretagne | 1         | Samuel Watson (2025)        |